# Parteienfinanzierung (Deutschland)
Die Parteienfinanzierung in Deutschland umfasst Einnahmen, Ausgaben und Vermögensentwicklung der politischen Parteien in Deutschland. Parteienfinanzierung ist ein Begriff der Politikwissenschaft.

## Allgemeines
Die gesetzlichen Regelungen zur Finanzierung der politischen Parteien in Deutschland sind im Parteiengesetz (PartG) festgehalten. Die Grundlage für die Tatsache, dass Parteien überhaupt in größerem Rahmen wirtschaftlich tätig werden und die Details für Politik und Staat von Interesse sind, bildet Art. 21 Abs. 1 Grundgesetz:

„Die Parteien wirken bei der politischen Willensbildung des Volkes mit. […] Sie müssen über die Herkunft und Verwendung ihrer Mittel sowie über ihr Vermögen öffentlich Rechenschaft geben.“

Hieraus resultieren die jährlich eingereichten Rechenschaftsberichte deutscher politischer Parteien, welche Aufschluss über deren Einnahmen und Ausgaben sowie über ihr Vermögen geben. Diese Berichte werden vom Bundestagspräsidenten geprüft und veröffentlicht.
Ziel der deutschen Gesetzgebung ist es, den Parteien es auch wirtschaftlich zu ermöglichen, an der politischen Willensbildung mitzuwirken. Hierfür soll die Abhängigkeit der Parteien von externen Großspendern reduziert oder zumindest offengelegt werden. Gleichzeitig soll eine finanzielle Abhängigkeit vom Wohlwollen der jeweiligen Regierung vermieden werden; Partei- und Staatsfinanzen sollen sauber getrennt bleiben. Als eine typische Optimierungsaufgabe gelingt beides stets nur teilweise, und es kommt immer wieder zu Finanzierungsskandalen wie der „Flick-Affäre“ und der „Schwarzgeldaffäre“.
Zu beachten ist hierbei, dass die nicht zu vernachlässigenden „Sonderbeiträge“ (Parteisteuern) der Mandatsträger und Minister nicht explizit ausgewiesen sind, sondern teilweise als „Beiträge“ und teilweise als „Spenden“ verbucht werden. Mit der Neufassung des PartG im Jahr 2002 wurde eine Pflicht zum gesonderten Ausweis von „Mandatsträgerbeiträgen“ im Rechenschaftsbericht eingeführt.
Auf der Ausgabenseite fallen insbesondere Aufwendungen für Personal, für die Geschäftsstellen, für die innerparteiliche Kommunikation sowie für Wahlkämpfe an.

## Finanzierung aus Mitgliedsbeiträgen
Eine wichtige Einnahmequelle für Parteien bilden die regelmäßigen Beitragszahlungen der Parteimitglieder. Im Wahljahr 2005 trugen die Mitgliedsbeiträge bei den Bundestagsparteien zu über einem Viertel der Gesamteinnahmen bei.

## Finanzierung aus Parteispenden
In Deutschland finanzieren sich die Parteien zu mehr als 15 % durch Parteispenden. Sowohl natürliche als auch juristische Personen dürfen in unbegrenzter Höhe spenden. Spenden und Beiträge sind in bestimmtem Umfang steuerlich absetzbar, die Parteien bekommen für Spendeneinnahmen zudem noch einen staatlichen Zuschuss ausgezahlt.

## Finanzierung aus staatlichen Mitteln
Aufgrund des Parteiengesetzes (§ 18 PartG) erhalten die Parteien jährlich staatliche Mittel (ehemals Wahlkampfkostenerstattung). Maßgebend für deren Höhe ist ihre „Verwurzelung in der Gesellschaft“, gemessen an den bei Europa-, Bundestags- und Landtagswahlen erzielten Stimmen, sowie die Summe ihrer „selbsterwirtschafteten“ Einnahmen aus Mitglieds- und Mandatsträgerbeiträgen, eingeworbenen Spenden und Vermögenswerten.
Die vom Staat gezahlte Summe an alle Parteien durfte als sogenannte „absolute Obergrenze“ im Jahr 2018 maximal 190 Millionen Euro betragen. Sie wird seit 2013 jährlich angepasst. Die Anpassung richtet sich dabei nach einem Preisindex von „für eine Partei typischen Ausgaben“, der zu 70 % dem allgemeinen Verbraucherpreisindex und zu 30 % der Entwicklung der Gehälter von Beschäftigten der Gebietskörperschaften folgt (§ 18 PartG). Vor 2013 wurde die absolute Obergrenze unregelmäßig durch Gesetzesänderungen angepasst.
Eine Partei bekommt aber nach § 18 Abs. 5 PartG maximal die Summe ihrer selbsterwirtschafteten Einnahmen als Parteienfinanzierung („relative Obergrenze“); diese Kappung betraf bei der Festsetzung für das Jahr 2016 die Parteien AfD, PIRATEN, NPD, Tierschutzpartei, Die PARTEI, BP, Graue Panther, pro NRW und Tierschutzallianz.
Die jährlichen Mittel der einzelnen Parteien berechnen sich wie folgt (Stand 2020):
- 0,86 € jährlich für jede für ihre jeweilige Liste abgegebene gültige Zweitstimme, alternativ, wenn in einem Land eine Liste für diese Partei nicht zugelassen war, für jede für sie in einem Wahl- oder Stimmkreis abgegebene gültige Stimme. Für die ersten 4 Millionen Stimmen erhöht sich der Wert auf 1,05 €. Die in einem Land nicht mit einer Liste zugelassenen Parteien haben Anspruch auf die Finanzierung, sofern sie mindestens 10 % der in einem Wahl- oder Stimmkreis abgegebenen gültigen Stimmen erreicht haben.[5]
- zusätzlich 0,45 €/Jahr für jeden Euro, den sie als Zuwendung (Mitglieds- oder Mandatsträgerbeiträge sowie rechtmäßig erlangte Spenden) erhalten haben. Dabei werden jedoch nur Zuwendungen bis zu 3.300 € je natürliche Person berücksichtigt.

Um am System der staatlichen Teilfinanzierung teilzunehmen, muss eine Partei bei der letzten Bundestagswahl oder Europawahl mindestens 0,5 % der gültigen Stimmen oder bei einer der jeweils letzten Landtagswahlen 1,0 % der gültigen Stimmen erhalten haben; nur für Wahlergebnisse über diesen Hürden werden die genannten Beträge ausgezahlt (auch für den Stimmenanteil, der unter 0,5 % bzw. 1 % liegt). Diese Einschränkung gilt jedoch nicht für Parteien nationaler Minderheiten.
Unabhängige Wahlkreisbewerber (Direktkandidaten), für die mindestens 10 % der gültigen Erststimmen abgegeben wurden, erhalten für jede gültige Erststimme eine Wahlkampfkostenerstattung.
Die meisten parteilosen Einzelbewerber bleiben unter dieser Hürde, was für sie einen Nachteil darstellt. Der Bundesvorsitzende der Kleinstpartei UNABHÄNGIGE für bürgernahe Demokratie, Werner Fischer, war 2005 zur vorgezogenen Bundestagswahl als Kandidat selbst davon betroffen. Im Jahr 2007 fand dazu eine Anhörung vor dem Petitionsausschuss statt. Es ging dabei um die Anpassung der Wahlkampfkostenerstattung für Direktbewerber aus Bundesmitteln. Mit der letzten Änderung des Wahlgesetzes hätten sich die Parteiabgeordneten des Bundestages von der direkten Personenwahl weitestgehend verabschiedet. Die Situation ungleicher Wahlkampfbudgets von Parteibewerbern und freien Einzelbewerbern wäre damit nicht gelöst, würde aber wesentlich seltener auftreten.

### Indirekte Finanzierung aus staatlichen Quellen
Andere Zuwendungen aus staatlichen Geldquellen werden in den offiziellen Quellen nicht als Parteienfinanzierung aufgeführt, sind aber nach Ansicht von Experten als solche zu zählen:
- Stimmen-Finanzierung: Politische Vereinigungen, die nicht wie oben beschrieben jährlich finanziert werden, erhalten für jede bei der Europawahl (§ 28 Absatz 1 Satz 2 EuWG) 1,13 Euro (Stand 2023)[9] pro Stimme (§ 18 Absatz 3 Satz 2 PartG). Dies ist begrenzt auf die ersten 4 Millionen Stimmen, wobei diese Grenze nur theoretischer Natur ist, da bei dieser Anzahl Stimmen die Prozentzahlen für die jährliche Parteienfinanzierung bereits deutlich überschritten ist/wird. Bei der Europawahl gibt es auch keine Obergrenze der Parteienfinanzierung (§ 28 Absatz 3 EuWG).

- Abgeordnetenabgaben: Parteien erwarten von ihren Parlamentariern und kommunalen Mandatsträgern oft Spenden; es kann von mindestens 20 % Anteil an den Eigeneinnahmen der Parteien ausgegangen werden.[8] Die Masse dieser sog. „Parteisteuern“ wird von den Mitgliedern kommunaler Vertretungskörperschaften (Gemeinderäte, Kreistage) erbracht.

- Zuschüsse an die Fraktionen. Sie bleiben formal getrennt von den Parteihaushalten, finanzieren aber dennoch Aktivitäten, von denen die Parteien auch außerhalb ihrer parlamentarischen Arbeit profitieren. Sie betrugen 2012 rund 190 Millionen Euro.[10]

- Staatliche Unterstützung der parteinahen Stiftungen. Nach einer Entscheidung des Bundesverfassungsgerichts im Jahr 1966[11] („Die Dauerfinanzierung der Parteien aus Staatsmitteln für ihre gesamte politische Tätigkeit steht nicht in Einklang mit dem [grundgesetzlichen] Leitbild der politischen Partei“) leiteten die im Bundestag vertretenen Parteien die betroffenen Gelder einfach auf die Stiftungen um.[8] Mittlerweile erhalten die Stiftungen rund dreimal so viel Förderung wie die Parteien selbst, mit stark steigender Tendenz; im Jahr 2022 etwa 700 Mio. Euro.[12][13]

- Steuerliche Begünstigung von Mitgliedsbeiträgen und Spenden: Steuerzahlende Mitglieder und Kleinspender zahlen faktisch nur knapp die Hälfte ihrer Leistungen, den größeren Teil übernimmt der Fiskus, sofern der Steuerpflichtige seine Zahlung geltend macht und dadurch eine Steuerermäßigung bewirkt.

- Neben den Abgeordneten, die über Diäten versorgt werden, treffen die Parteien teilweise auch für andere Ämter, für Arbeitsverhältnisse und für hohe Posten in Verwaltung und Justiz die Entscheidung. Das ermöglicht es ihnen, die eigenen Mitglieder derart zu versorgen.[8]

Die ÖDP klagte 2012 vergeblich vor dem Bundesverfassungsgericht gegen die „verdeckte Parteienfinanzierung“ durch Fraktionszuschüsse, Abgeordnetenmitarbeiter und Unterstützung parteinaher Stiftungen, die seit den 1960ern „exorbitant“ gestiegen seien.

### Keine Finanzierung von verfassungsfeindlichen Parteien
Im Sommer 2017 wurde Artikel 21 Abs. 3 ins Grundgesetz eingefügt, womit verfassungsfeindliche Parteien von staatlichen Mitteln ausgeschlossen werden können, die steuerliche Begünstigung dieser Parteien selbst beendet werden könnte und Spenden an solche Parteien dann auch nicht mehr steuerlich absetzbar sein würde. Diese Regelung zielt in erster Linie auf die NPD, über die das Bundesverfassungsgericht in einem Parteiverbotsverfahren Anfang 2017 geurteilt hatte, dass sie zwar verfassungsfeindlich sei, aber nicht verboten werden müsse, weil sie in der politischen Landschaft ohnehin bedeutungslos sei. Der Ausschluss von der Parteienfinanzierung muss gemäß Art. 21 Abs. 4 GG vom Bundesverfassungsgericht in einem entsprechenden Verfahren festgestellt werden.
Am 19. Juli 2019 gab das Bundesministerium des Innern, für Bau und Heimat bekannt, dass Bundestag, Bundesrat und Bundesregierung einen gemeinsamen Antrag in Karlsruhe gestellt haben, die NPD von der Parteienfinanzierung auszuschließen. Am 4. Juli 2023 fand die mündliche Verhandlung in der Sache statt. Mit Urteil vom 23. Januar 2024 entschied das Bundesverfassungsgericht unter Bezugnahme auf seine Entscheidung vom 17. Januar 2017, dass die tatbestandlichen Voraussetzungen für den Ausschluss der Partei Die Heimat (vormals NPD) von der staatlichen Parteienfinanzierung gem. Art 21 Abs. 3 S. 1 Grundgesetz – nämlich dass sie eine Partei sei, die nach ihren Zielen oder dem Verhalten ihrer Anhänger darauf ausgerichtet ist, die freiheitliche demokratische Grundordnung zu beeinträchtigen oder zu beseitigen oder den Bestand der Bundesrepublik Deutschland zu gefährden – erfüllt seien. Mit diesem Urteil wurde Die Heimat für sechs Jahre von der staatlichen Parteienfinanzierung ausgeschlossen.

## Entwicklung der Gesetzgebung
Das Parteiengesetz vom 24. Juli 1967 sah vor, dass den politischen Parteien die „notwendigen Kosten eines angemessenen Wahlkampfes“ zu erstatten waren (§ 18 Abs. 1 Satz 1 PartG 1967). Hierfür wurden 2,50 DM pro wahlberechtigter Person bereitgestellt, die unter den Parteien, die mindestens 2,5 % der gültigen Zweitstimmen erhalten hatten, nach dem Verhältnis der Zweitstimmen aufgeteilt wurden. Diese Regelungen wurden von Bundesverfassungsgericht mit einem Urteil vom 3. Dezember 1968 nur insoweit beanstandet, als das Quorum von 2,5 % der Zweitstimmen als zu hoch angesehen wurde; nach Ansicht des Gerichts waren 0,5 % ausreichend, um den Nachweis der Ernsthaftigkeit der Wahlkampfbemühungen führen zu können.
Auf Basis der Vorarbeiten einer vom Bundespräsidenten eingesetzten Kommission unabhängiger Sachverständiger ist sodann mit Wirkung zum 1. Januar 1984 die Wahlkampfkostenerstattung auf 5,00 DM pro wahlberechtigter Person erhöht und zudem die steuerliche Absetzbarkeit von Zuwendungen an politische Parteien deutlich verbessert worden. Die darin liegende Begünstigung der Bezieher hoher Einkommen war allerdings mit Blick auf das Recht des Bürgers auf gleiche Teilhabe an der politischen Willensbildung problematisch, da es das Bundesverfassungsgericht schon zuvor für unzulässig erklärt hatte, die Beträge so hoch anzusetzen, dass Steuerpflichtige mit hohem Einkommen unverhältnismäßig stärker als Steuerpflichtige mit niedrigerem Einkommen begünstigt würden. Aus diesem Grunde wurde ein sogenannter „Chancenausgleich“ zugunsten der Parteien vorgesehen, die bei der letzten Bundestagswahl mindestens 5 % der Stimmen erreicht hatten (§ 22a PartG 1984). Der „Chancenausgleich“ sah vor, allen anspruchsberechtigten Parteien in einem rechnerisch komplizierten Verfahren den im Verzicht auf Steuern liegenden „Staatsanteil“ zuzubilligen, den die Partei mit dem höchsten Spenden- und Beitragsaufkommen erreicht hatte.
Das Bundesverfassungsgericht hat gleichwohl in seiner Entscheidung zu diesen Regelungen vom 14. Juli 1986 die erhöhte steuerliche Abzugsfähigkeit von Parteispenden verworfen. Gefordert wurde eine „Begrenzung der Abzugsfähigkeit von Zuwendungen an die politischen Parteien auf einen für alle Steuerpflichtigen gleichen Höchstbetrag“, da nur auf diese Weise ausgeschlossen werden könne, dass einzelne Bürger kraft der staatlichen Förderung einen bestimmenden Einfluss auf eine Partei erlangten. Der Gesetzgeber hat daher im Jahre 1988 die steuerliche Abzugsfähigkeit von Mitgliedsbeiträgen und Spenden begrenzt. Zugleich erfolgte hinsichtlich der Wahlkampfkostenerstattung die Einführung eines Sockelbetrags zugunsten von Parteien, die bei einer Bundestagswahl mindestens 2 % der gültigen Zweitstimmen erreicht hatten. Diese erhielten zusätzlich zu der Wahlkampfkostenpauschale weitere 6 % des als Wahlkampfkostenpauschale festgelegten Betrages, der 80 % des jeweiligen Anteils an der Wahlkampfkostenpauschale allerdings nicht übersteigen durfte.
Diese Gesetzesänderung nahm das Bundesverfassungsgericht zum Anlass, in einer Grundsatzentscheidung vom 9. April 1992 das bisherige gesetzgeberische Konzept der staatlichen Parteienfinanzierung insgesamt zu verwerfen: Zunächst wurde der sog. „Sockelbetrag“ (§ 18 Abs. 6 PartG 1988) als verfassungswidrig beurteilt, weil bei der Mittelzuweisung an politische Parteien deren Erfolg bei Bemühungen um eine finanzielle Unterstützung durch Mitglieder oder Spender sowie ihr Wahlerfolg zwingend berücksichtigt werden müssten. Auch der sog. „Chancenausgleich“ hatte keinen Bestand. Allerdings sah es das Bundesverfassungsgericht nunmehr als zulässig an, dass der Staat den Parteien Mittel für die Finanzierung der ihnen allgemein nach dem Grundgesetz obliegenden Tätigkeit gewährt; damit entfiel die Beschränkung auf eine Wahlkampfkostenerstattung, weil die „allgemeine politische Tätigkeit der Parteien … außerhalb von Wahlkämpfen und während derselben die gleiche“ sei. Erlaubt wurde allerdings nur eine staatliche Teilfinanzierung der Tätigkeit der politischen Parteien, weil die Parteien „nicht nur politisch, sondern auch wirtschaftlich und organisatorisch auf die Zustimmung und Unterstützung der Bürger angewiesen bleiben“ müssten. Hieraus wurde eine „relative Obergrenze“ abgeleitet, der zufolge die staatlichen Mittel nicht höher sein dürfen, als die von einer Partei selbst erwirtschafteten Einnahmen. Darüber hinaus wurde eine „absolute Obergrenze“ postuliert, der zufolge der Betrag der seinerzeit den Parteien zufließenden staatlichen Mittel unter gleichbleibenden Verhältnissen und vorbehaltlich einer Anpassung an die Geldentwertung nicht mehr überschritten werden dürfe. Steuerbegünstigungen von Parteispenden wurden nur insoweit als mit dem Recht des Bürgers auf gleiche Teilhabe an der politischen Willensbildung vereinbar angesehen, als diese von Beziehern durchschnittlicher Einkommen ausgeschöpft werden können.
Durch Gesetz vom 28. Januar 1994 hat der Gesetzgeber die Vorschriften über die Parteienfinanzierung daraufhin umfassend überarbeitet und ein Regelungssystem geschaffen, das seitdem in den Grundzügen unverändert geblieben ist. Die staatliche Teilfinanzierung bestimmt sich nunmehr einerseits nach dem Erfolg bei vorangegangenen Europa-, Bundestags- und Landtagswahlen (wahlerfolgsbezogene Mittel) sowie andererseits der Summe der Mitgliedsbeiträge und eingeworbenen Spenden (zuwendungsbezogene Mittel). Ferner eingeführt wurden die relative Obergrenze, indem die Höhe der staatlichen Teilfinanzierung einer Partei die Summe ihrer jährlich selbst erwirtschafteten Einnahmen nicht überschreiten darf, sowie eine absolute Obergrenze von seinerzeit 230 Mio. DM, die zwischenzeitlich mehrfach erhöht wurde. Mittlerweile sind sowohl Veränderungen der absoluten Obergrenze als auch Veränderungen der wahlerfolgs- und zuwendungsbezogenen Beträge, die als staatliche Teilfinanzierung gewährt werden, an einen Preisindex gekoppelt. Im Jahre 2017 betrug die absolute Obergrenze 161,8 Mio. €. Für das Jahr 2018 ist die absolute Obergrenze auf 190,0 Mio. € festgesetzt worden.
Im Sommer 2018 wurde ferner durch eine Änderung von § 18 PartG die absolute Obergrenze auf 190 Mio. € ab der im Jahr 2019 vorzunehmenden Festsetzung heraufgesetzt. Nach Beschlussfassung im Bundestag mit 371 zu 285 Stimmen am 15. Juni 2018 erfolgte die Beteiligung des Bundesrates am 6. Juli 2018, die Ausfertigung durch den Bundespräsidenten am 10. Juli 2018 und die Bekanntmachung im Bundesgesetzblatt am 13. Juli 2018. Die Erhöhung wird u. a. damit begründet, dass den Parteien neue Aufgaben in Form der Gestaltung „interaktiver Internetauftritte“ und der Präsenz in sozialen Medien sowie neue Formen der innerparteilichen Kommunikation und Entscheidungsfindung zugewachsen seien. Zugleich wurden mit dem Gesetz die Staatsleistungen für Wahlkreisbewerber nach § 49b des Bundeswahlgesetzes und für politische Vereinigungen nach § 28 des Europawahlgesetzes angehoben und an künftige Anhebungen der Höhe der Parteienfinanzierung gekoppelt.
Gegen die Anhebung der absoluten Obergrenze wandten sich die Mitglieder der Bundestagsfraktionen von FDP, Bündnis 90/Die Grünen und Die Linke mit einem Verfahren der abstrakten Normenkontrolle an das Bundesverfassungsgericht (Aktenzeichen 2 BvF 2/18), welches die Erhöhung mit Urteil vom 24. Januar 2023 für verfassungswidrig erklärte.
Seit Inkrafttreten des § 27a PartG gelten auch Werbemaßnahmen, die nicht die Partei selbst, sondern andere (z. B. Political Action Committee) vornehmen, grundsätzlich als Parteispende.

## Finanzierung durch wirtschaftliche Betätigung
Durch Unternehmenstätigkeiten und Beteiligungen haben Parteien ebenso die Möglichkeit, Gewinne zu erzielen. Rechnet man die Einnahmen aus Veranstaltungen, Vertrieb und sonstigen Tätigkeiten sowie Einnahmen aus der Vermietung von Häusern bzw. Wohnungen oder Verpachtung von Grundstücken hinzu, so beträgt der Anteil dieser Einnahmen etwa 7 %.
Es war zulässig, dass eine Partei mittels Verkaufsaktivitäten Umsätze generiert und sich diese in voller Höhe als Bruttoeinnahmen anrechnen lässt, um die „relative Obergrenze“ zu erhöhen. Dies hatte höhere staatliche Zuschüsse zur Folge. So waren auch beispielsweise Erlöse aus dem Handel mit Gold, Einnahmen im Sinne des Parteiengesetzes. Anfang 2016 trat eine Änderung des Parteiengesetzes in Kraft, die rückwirkend für 2015 nur noch die Gewinne (also Einnahmen minus Ausgaben) anrechnet.

## Statistiken

### Einnahmen 2022
| Einnahmen                                                       | CDU     | SPD     | Grüne  | AfD    | FDP    | CSU    | DIE LINKE |
| --------------------------------------------------------------- | ------- | ------- | ------ | ------ | ------ | ------ | --------- |
| aus Mitgliedsbeiträgen                                          | 36.406  | 54.525  | 24.821 | 3.837  | 11.779 | 10.540 | 10.434    |
| aus Mandatsträgerbeiträgen und sonstigen regelmäßigen Einnahmen | 22.323  | 26.788  | 19.990 | 2.443  | 3.944  | 3.760  | 5.082     |
| aus Spenden von natürlichen Personen                            | 14.009  | 7.430   | 4.838  | 3.886  | 3.794  | 3.171  | 2.109     |
| aus Spenden von juristischen Personen                           | 7.940   | 1.805   | 697    | 104    | 1.678  | 1.518  | 9         |
| aus Unternehmenstätigkeiten und Beteiligungen                   | 0       | 5.004   | 0      | 14     | 1.405  | 0      | 0         |
| aus sonstigem Vermögen                                          | 1.952   | 7.893   | 120    | 369    | 324    | 1.305  | 45        |
| aus Veranstaltungen, Vertrieb und sonstigen Tätigkeiten         | 8.897   | 7.690   | 894    | 52     | 1.295  | 3.271  | 111       |
| aus staatlichen Mitteln                                         | 44.456  | 47.753  | 29.690 | 10.409 | 14.422 | 11.681 | 10.702    |
| aus sonstigen Einnahmen                                         | 978     | 1.051   | 2.755  | 2.090  | 360    | 419    | 1.075     |
| Gesamteinnahmen                                                 | 136.362 | 159.939 | 83.804 | 23.185 | 39.001 | 35.665 | 29.568    |

### Einnahmen 2021
| Einnahmen                                                       | CDU     | SPD     | Grüne  | AfD    | FDP    | CSU    | DIE LINKE |
| --------------------------------------------------------------- | ------- | ------- | ------ | ------ | ------ | ------ | --------- |
| aus Mitgliedsbeiträgen                                          | 37.203  | 54.518  | 22.505 | 4.184  | 10.745 | 11.142 | 10.846    |
| aus Mandatsträgerbeiträgen und sonstigen regelmäßigen Einnahmen | 21.886  | 25.557  | 16.950 | 2.454  | 3.439  | 3.826  | 5.536     |
| aus Spenden von natürlichen Personen                            | 26.697  | 14.004  | 12.984 | 6.463  | 13.017 | 4.191  | 3.131     |
| aus Spenden von juristischen Personen                           | 14.819  | 3.487   | 1.443  | 177    | 6.616  | 3.418  | 4         |
| aus Unternehmenstätigkeiten und Beteiligungen                   | 0       | 4.410   | 0      | 22     | 55     | 0      | 0         |
| aus sonstigem Vermögen                                          | 1.788   | 7.213   | 131    | 25     | 315    | 605    | 79        |
| aus Veranstaltungen, Vertrieb und sonstigen Tätigkeiten         | 6.154   | 5.620   | 491    | 38     | 1.162  | 773    | 51        |
| aus staatlichen Mitteln                                         | 51.006  | 56.110  | 30.092 | 11.003 | 16.033 | 15.706 | 12.598    |
| aus sonstigen Einnahmen                                         | 810     | 542     | 2.180  | 559    | 176    | 285    | 1.081     |
| Gesamteinnahmen                                                 | 160.361 | 171.461 | 86.777 | 24.926 | 51.558 | 39.946 | 33.324    |

### Einnahmen 2008
| Einnahmen                                                       | CDU              | SPD              | FDP              | Grüne           | Die Linke       | CSU              |
| --------------------------------------------------------------- | ---------------- | ---------------- | ---------------- | --------------- | --------------- | ---------------- |
| aus Mitgliedsbeiträgen                                          | 41.626 (28,13 %) | 46.651 (27,86 %) | 7.181 (22,49 %)  | 5.666 (20,7 %)  | 9.873 (39,2 %)  | 9.564 (18,93 %)  |
| aus Mandatsträgerbeiträgen und sonstigen regelmäßigen Einnahmen | 18.072 (12,21 %) | 22.183 (13,24 %) | 2.332 (7,31 %)   | 5.530 (20,21 %) | 2.385 (9,47 %)  | 3.314 (6,56 %)   |
| aus Spenden von natürlichen Personen                            | 13.586 (9,18 %)  | 10.328 (6,17 %)  | 6.442 (20,18 %)  | 3.417 (12,48 %) | 2.148 (8,53 %)  | 11.120 (22,01 %) |
| aus Spenden von juristischen Personen                           | 7.526 (5,09 %)   | 2.668 (1,59 %)   | 2.687 (8,42 %)   | 491 (1,80 %)    | 109 (0,43 %)    | 6.389 (12,65 %)  |
| aus Unternehmenstätigkeiten und Beteiligungen                   | 0 (0,00 %)       | 11.906 (7,11 %)  | 93 (0,29 %)      | 1 (0,01 %)      | 0 (0 %)         | 234 (0,46 %)     |
| aus Veranstaltungen, Vertrieb und sonstigen Tätigkeiten         | 15.741 (10,64 %) | 14.228 (8,49 %)  | 2.388 (7,48 %)   | 713 (2,61 %)    | 189 (0,76 %)    | 7.392 (14,63 %)  |
| aus staatlichen Mitteln                                         | 43.593 (29,46 %) | 43.488 (25,96 %) | 10.138 (31,76 %) | 10.209 (37,3 %) | 9.465 (37,59 %) | 11.280 (22,33 %) |
| aus sonstigem Vermögen                                          | 6.982 (4,72 %)   | 10.687 (6,38 %)  | 446 (1,40 %)     | 481 (1,76 %)    | 484 (1,92 %)    | 1.007 (1,99 %)   |
| aus sonstigen Einnahmen                                         | 849 (0,57 %)     | 5.367 (3,20 %)   | 215 (0,67 %)     | 860 (3,14 %)    | 528 (2,10 %)    | 217 (0,44 %)     |
| Gesamteinnahmen                                                 | 147.979 (100 %)  | 167.508 (100 %)  | 31.925 (100 %)   | 27.372 (100 %)  | 25.184 (100 %)  | 50.522 (100 %)   |

### Ausgaben
| Ausgaben                                                                             | CDU              | SPD              | FDP             | Grüne           | Die Linke       | CSU              |
| ------------------------------------------------------------------------------------ | ---------------- | ---------------- | --------------- | --------------- | --------------- | ---------------- |
| Personalausgaben                                                                     | 41.650 (31,77 %) | 45.751 (29,96 %) | 4.220 (14,45 %) | 8.695 (33,97 %) | 8.579 (37,32 %) | 9.684 (15,23 %)  |
| Laufender Geschäftsbetrieb                                                           | 29.397 (22,42 %) | 28.860 (18,91 %) | 8.396 (28,76 %) | 4.920 (19,23 %) | 4.164 (18,12 %) | 7.634 (12,00 %)  |
| Allgemeine politische Arbeit                                                         | 35.716 (27,24 %) | 33.910 (22,22 %) | 8.396 (28,76 %) | 6.222 (24,32 %) | 6.624 (28,82 %) | 14.559 (22,89 %) |
| Wahlkämpfe                                                                           | 19.655 (14,99 %) | 26.450 (17,33 %) | 6.143 (21,04 %) | 5.157 (20,16 %) | 3.110 (13,53 %) | 31.099 (48,89 %) |
| Ausgaben für die Vermögens- verwaltung einschließlich sich hieraus ergebender Zinsen | 2.455 (1,87 %)   | 16.499 (10,81 %) | 237 (0,81 %)    | 410 (1,61 %)    | 144 (0,63 %)    | 0 (0 %)          |
| Sonstige Zinsen                                                                      | 465 (0,36 %)     | 913 (0,60 %)     | 1.319 (4,52 %)  | 4 (0,02 %)      | 4 (0,02 %)      | 439 (0,69 %)     |
| Sonstige Ausgaben                                                                    | 1.764 (1,35 %)   | 257 (0,17 %)     | 68 (0,23 %)     | 175 (0,69 %)    | 359 (1,56 %)    | 189 (0,3 %)      |
| Gesamtausgaben                                                                       | 131.106 (100 %)  | 152.644 (100 %)  | 29.199 (100 %)  | 25.587 (100 %)  | 22.988 (100 %)  | 63.607 (100 %)   |

| Überschuss | CDU    | SPD    | FDP   | Grüne | Die Linke | CSU      |
| ---------- | ------ | ------ | ----- | ----- | --------- | -------- |
| Überschuss | 16.872 | 14.864 | 2.726 | 1.784 | 2.196     | − 13.084 |

| Besitzposten                                     | CDU     | SPD     | FDP    | Grüne  | Die Linke | CSU    |
| ------------------------------------------------ | ------- | ------- | ------ | ------ | --------- | ------ |
| Haus- und Grundvermögen                          | 51.188  | 112.384 | 2.948  | 10.631 | 4.847     | 10.053 |
| Geschäftsstellenausstattung                      | 2.238   | 9.800   | 1.942  | 1.111  | 210       | 487    |
| Beteiligungen an Unternehmen                     | 1.470   | 10.019  | 7.870  | 10     | 2.211     | 460    |
| Sonstige Finanzanlagen                           | 11.280  | 27.386  | 2.478  | 342    | 4.214     | 1.405  |
| Forderungen an Gliederungen                      | 0       | 25.055  | 0      | 0      | 0         | 0      |
| Forderungen aus der staatlichen Teilfinanzierung | 0       | 169     | 173    | 193    | 379       | 972    |
| Geldbestände                                     | 112.428 | 102.312 | 11.252 | 19.983 | 12.722    | 32.018 |
| Sonstige Vermögensgegenstände                    | 3.268   | 11.458  | 3.484  | 1.205  | 1.680     | 848    |
| Gesamtbesitzposten                               | 181.875 | 298.586 | 30.150 | 33.478 | 26.265    | 46.246 |

| Schuldposten                                                     | CDU    | SPD     | FDP    | Grüne | Die Linke | CSU    |
| ---------------------------------------------------------------- | ------ | ------- | ------ | ----- | --------- | ------ |
| Pensionsverpflichtungen                                          | 996    | 1.446   | 0      | 0     | 0         | 9.582  |
| Sonstige Rückstellungen                                          | 4.084  | 11.360  | 2.726  | 306   | 577       | 1.052  |
| Verbindlichkeiten gegen- über Gliederungen                       | 0      | 24.827  | 0      | 0     | 0         | 0      |
| Rückzahlungsverpflichtungen aus der staatlichen Teilfinanzierung | 771    | 0       | 3      | 0     | 0         | 14     |
| Verbindlichkeiten gegenüber Banken                               | 37.260 | 58.618  | 12.403 | 5.352 | 26        | 7.646  |
| Verbindlichkeiten gegenüber sonstigen Darlehensgebern            | 1.116  | 7.343   | 6.196  | 41    | 79        | 376    |
| Sonstige Verbindlichkeiten                                       | 6.119  | 5.353   | 1.509  | 945   | 381       | 781    |
| Gesamtschuldposten                                               | 50.348 | 108.949 | 22.838 | 6.645 | 1.065     | 19.453 |

| Reinvermögen | CDU     | SPD     | FDP   | Grüne  | Die Linke | CSU    |
| ------------ | ------- | ------- | ----- | ------ | --------- | ------ |
| Vermögen     | 131.526 | 189.637 | 7.311 | 26.833 | 25.200    | 26.792 |

### Aus den Rechenschaftsberichten von 2013
| Einnahmen                            | Grüne          | CDU             | CSU            | CDU + CSU       | Die Linke      | FDP            | SPD             |
| ------------------------------------ | -------------- | --------------- | -------------- | --------------- | -------------- | -------------- | --------------- |
| Gesamteinnahmen in Tausend €         | 40.154 (100 %) | 151.101 (100 %) | 47.618 (100 %) | 198.719 (100 %) | 27.582 (100 %) | 33.326 (100 %) | 164.558 (100 %) |
| Mitgliedsbeiträge                    | 21,73 %        | 25,64 %         | 21,03 %        | 24,54 %         | 33,19 %        | 19,70 %        | 30,12 %         |
| Mandatsträger und ähnl.              | 22,39 %        | 11,60 %         | 6,67 %         | 10,42 %         | 12,97 %        | 8,39 %         | 14,35 %         |
| Staatliche Mittel                    | 37,50 %        | 31,80 %         | 25,22 %        | 30,22 %         | 40,40 %        | 31,53 %        | 29,11 %         |
| Spenden von nat. Personen            | 10,67 %        | 13,28 %         | 17,97 %        | 14,40 %         | 9,01 %         | 21,61 %        | 7,33 %          |
| Spenden von jur. Personen            | 1,74 %         | 7,11 %          | 12,77 %        | 8,47 %          | 0,31 %         | 11,10 %        | 1,77 %          |
| Spenden insgesamt                    | 12,40 %        | 20,39 %         | 30,74 %        | 22,87 %         | 7,94 %         | 32,71 %        | 9,09 %          |
| aus Unternehmertätigkeit und Beteil. | 0,00 %         | 0,00 %          | 0,00 %         | 0,00 %          | 0,00 %         | 0,44 %         | 1,95 %          |
| aus Veranstaltungen, …               | 2,10 %         | 7,74 %          | 15,39 %        | 9,57 %          | 0,89 %         | 5,42 %         | 5,52 %          |
| aus sonstigem Vermögen               | 0,37 %         | 1,86 %          | 0,53 %         | 1,54 %          | 0,61 %         | 1,38 %         | 9,27 %          |
| aus sonstigen Quellen                | 3,51 %         | 0,98 %          | 0,42 %         | 0,84 %          | 2,63 %         | 0,42 %         | 0,58 %          |

### Aus den Rechenschaftsberichten von 2015
| Einnahmen                            | Grüne          | CDU             | CSU            | CDU + CSU       | Die Linke      | SPD             |
| ------------------------------------ | -------------- | --------------- | -------------- | --------------- | -------------- | --------------- |
| Gesamteinnahmen in Tausend €         | 39.997 (100 %) | 143.362 (100 %) | 59.076 (100 %) | 202.438 (100 %) | 27.945 (100 %) | 156.841 (100 %) |
| Mitgliedsbeiträge                    | 22,15 %        | 26,67 %         | 16,57 %        | 23,72 %         | 33,47 %        | 31,62 %         |
| Mandatsträger und ähnl.              | 24,08 %        | 13,00 %         | 6,11 %         | 10,99 %         | 15,88 %        | 16,21 %         |
| Staatliche Mittel                    | 37,75 %        | 34,36 %         | 22,71 %        | 30,96 %         | 39,22 %        | 31,93 %         |
| Spenden von nat. Personen            | 9,03 %         | 9,29 %          | 6,40 %         | 8,45 %          | 6,80 %         | 5,12 %          |
| Spenden von jur. Personen            | 1,45 %         | 4,46 %          | 3,71 %         | 4,24 %          | 0,01 %         | 1,15 %          |
| Spenden insgesamt                    | 10,49 %        | 13,75 %         | 10,10 %        | 12,68 %         | 7,84 %         | 6,26 %          |
| aus Unternehmertätigkeit und Beteil. | 0,00 %         | 0,00 %          | 0,00 %         | 0,00 %          | 0,00 %         | 1,39 %          |
| aus Veranstaltungen, …               | 1,63 %         | 8,61 %          | 10,88 %        | 9,27 %          | 0,90 %         | 7,87 %          |
| aus sonstigem Vermögen               | 0,31 %         | 2,94 %          | 31,62 %        | 11,31 %         | 0,42 %         | 4,34 %          |
| aus sonstigen Quellen                | 3,59 %         | 0,68 %          | 2,00 %         | 1,06 %          | 3,30 %         | 0,37 %          |

### Festgesetzte Mittel (= staatliche Teilfinanzierung)
| Partei              | Mittel 2023 in € | Mittel 2022 in € | Mittel 2021 in € |
| ------------------- | ---------------- | ---------------- | ---------------- |
| SPD                 | 57.337.673,71    | 47.752.553,17    | 56.110.142,99    |
| CDU                 | 52.420.788,24    | 44.456.043,70    | 51.005.911,45    |
| Grüne               | 36.462.113,51    | 29.689.661,41    | 30.092.465,94    |
| FDP                 | 16.782.408,75    | 14.421.999,37    | 16.033.499,25    |
| CSU                 | 14.088.341,88    | 11.681.109,56    | 15.705.761,08    |
| Die Linke           | 12.618.842,09    | 10.701.668,21    | 12.598.257,49    |
| AfD                 | 10.307.484,72    | 10.489.854,16    | 11.002.878,01    |
| dieBasis            | 2.406.991,73     | 2.270.751,15     | 678.892,93       |
| Freie Wähler        | 2.397.190,24     | 2.315.309,43     | 2.300.538,12     |
| Tierschutzpartei    | 1.709.977,62     | 1.294.053,09     | 1.376.698,14     |
| ÖDP                 | 1.192.987,80     | 1.036.886,06     | 1.248.888,86     |
| Volt                | 596.146,21       | 556.823,05       | 464.559,53       |
| DIE PARTEI          | 544.870,22       | 847.864,33       | 503.186,83       |
| Piratenpartei       | 273.098,65       | 287.363,19       | 392.516,47       |
| SSW                 | 193.392,42       | 151.381,49       | 145.525,43       |
| BVB/FREIE WÄHLER    | 152.083,27       | 111.700,81       | 101.907,98       |
| FAMILIE             | 65.939,90        | 59.479,30        | 42.270,32        |
| Tierschutz hier!    | 52.830,04        | 18.761,36        | 29.637,38        |
| Team Todenhöfer     | -,--             | 167.327,87       | 13.581,18        |
| Bayernpartei        | -,--             | 151.720,29       | 202.348,62       |
| Absolute Obergrenze | 209.603.161,00   | 178.462.311,00   | 200.049.468,00   |

| Partei                 | Mittel 2020 in € | Mittel 2019 in € | Mittel 2018 in € | Mittel 2017 in € | Mittel 2016 in € | Mittel 2015 in € | Mittel 2014 in € | Mittel 2013 in€ | Mittel 2012 in € | Mittel 2011 in € |
| ---------------------- | ---------------- | ---------------- | ---------------- | ---------------- | ---------------- | ---------------- | ---------------- | --------------- | ---------------- | ---------------- |
| SPD                    | 54.378.689,41    | 55.714.336,85    | 56.429.253,11    | 49.210.195,78    | 50.785.067,80    | 50.081.283,54    | 48.648.864,36    | 47.898.405,53   | 45.585.641,47    | 42.407.424,88    |
| CDU                    | 53.726.367,31    | 54.018.918,68    | 55.801.056,63    | 48.361.704,25    | 49.503.883,38    | 49.264.633,73    | 47.889.305,99    | 48.051.765,29   | 46.435.135,82    | 44.641.547,45    |
| Grüne                  | 25.622.757,67    | 23.988.901,93    | 19.134.795,18    | 15.819.010,95    | 15.845.658,16    | 15.098.449,68    | 14.818.219,44    | 15.056.822,65   | 15.154.545,27    | 13.814.822,36    |
| FDP                    | 15.694.937,26    | 15.418.984,82    | 14.973.303,28    | 11.746.087,12    | 9.206.272,05     | 8.863.158,61     | 9.200.718,84     | 10.507.574,08   | 14.072.257,67    | 13.588.556,74    |
| CSU                    | 15.172.951,22    | 14.695.344,40    | 13.653.395,98    | 11.779.090,46    | 12.096.234,51    | 13.416.265,37    | 12.697.267,97    | 12.008.720,44   | 11.302.359,01    | 10.411.577,43    |
| Die Linke              | 14.171.827,59    | 14.393.277,09    | 14.330.738,45    | 12.200.789,91    | 11.521.251,29    | 10.959.390,60    | 10.714.544,56    | 11.142.415,75   | 12.252.446,85    | 12.130.761,23    |
| AfD                    | 11.799.592,62    | 10.203.583,65    | 10.035.119,98    | 7.548.879,14     | 6.132.479,13     | 5.210.508,91     | 5.411.149,11     | 1.856.307,35    | -,--             | -,--             |
| Freie Wähler           | 1.995.649,09     | 1.740.183,48     | 2.245.449,89     | 1.649.478,31     | 1.623.945,62     | 1.033.358,17     | 1.648.632,32     | 692.812,30      | 584.830,77       | 145.760,72       |
| ÖDP                    | 1.284.601,44     | 1.264.387,59     | 946.004,64       | 782.266,33       | 793.192,51       | 888.337,88       | 841.543,72       | 662.752,36      | 646.845,34       | 732.948,94       |
| Tierschutzpartei       | 1.017.378,50     | 114.268,32       | 149.948,74       | 138.216,09       | 123.563,34       | 152.681,70       | 158.016,68       | 129.647,18      | 137.066,95       | 131.280,19       |
| DIE PARTEI             | 783.939,45       | 381.674,06       | 336.401,33       | 193.095,03       | 131.074,95       | 183.453,79       | 56.444,04        | -,--            | -,--             | -,--             |
| Piratenpartei          | 441.963,93       | 486.780,47       | 574.407,93       | 727.530,89       | 809.657,85       | 919.460,76       | 1.618.629,48     | 1.738.450,70    | 792.487,67       | 578.219,55       |
| Volt                   | 377.536,47       | 51.735,08        | -,--             | -,--             | -,--             | -,--             | -,--             | -,--            | -,--             | -,--             |
| NPD                    | 370.632,85       | 407.038,23       | 873.014,68       | 852.333,72       | 1.137.520,67     | 1.317.508,41     | 1.415.502,86     | 1.253.278,41    | 1.435.934,96     | 1.323.547,81     |
| Bayernpartei           | 190.843,97       | 214.005,43       | 198.407,99       | 157.262,36       | 178.766,81       | 176.140,12       | 174.186,86       | 160.899,72      | 105.396,86       | 110.099,80       |
| BVB/FREIE WÄHLER       | 124.714,29       | 101.239,04       | 61.237,07        | 65.136,27        | 73.277,38        | 89.462,81        | 51.241,32        | -,--            | -,--             | -,--             |
| LKR                    | 117.513,06       | 147.536,43       | 53.605,53        | 288.470,24       | 171.989,71       | -,--             | -,--             | -,--            | -,--             | -,--             |
| SSW                    | 88.662,51        | 92.584,36        | 87.304,75        | 75.872,11        | 83.142,70        | 80.002,39        | 81.107,99        | 85.306,97       | 81.776,11        | 83.410,20        |
| FAMILIE                | 59.004,52        | 53.527,53        | 66.753,83        | 173.890,68       | 182.931,88       | 183.052,64       | 133.765,01       | 162.009,96      | 127.385,90       | 121.083,14       |
| Tierschutz hier!       | 25.979,71        | -,--             | -,--             | -,--             | -,--             | -,--             | -,--             | -,--            | -,--             | -,--             |
| Graue Panther          | 21.383,23        | 36.887,12        | 33.791,30        | 25.503,42        | 15.679,62        | -,--             | -,--             | -,--            | -,--             | -,--             |
| Tierschutzallianz      | 15.274,90        | 19.427,18        | 16.009,71        | 8.703,94         | 2.594,68         | -,--             | -,--             | -,--            | -,--             | -,--             |
| pro NRW                | -,--             | -,--             | -,--             | -,--             | 101.178,96       | 129.060,12       | 128.385,60       | 129.840,61      | 117.806,26       | 126.728,08       |
| REP                    | -,--             | -,--             | -,--             | -,--             | -,--             | 1.160.321,02     | 995.238,26       | 1.633.699,66    | 1.679.430,95     | 1.424.273,83     |
| pro Deutschland        | -,--             | -,--             | -,--             | -,--             | -,--             | -,--             | 38.869,75        | 54.834,59       | 49.310,23        | 61.221,50        |
| Freie Wähler Thüringen | -,--             | -,--             | -,--             | -,--             | -,--             | -,--             | -,--             | 45.282,92       | 29.339,02        | 30.633,14        |
| RENTNER                | -,--             | -,--             | -,--             | -,--             | -,--             | -,--             | -,--             | -,--            | 177.773,65       | 12.872,73        |
| Freie Sachsen          | -,--             | -,--             | -,--             | -,--             | -,--             | -,--             | -,--             | -,--            | -,--             | 26.252,15        |
| FW Schleswig-Holstein  | -,--             | -,--             | -,--             | -,--             | -,--             | -,--             | -,--             | -,--            | -,--             | 17.150,98        |
| Absolute Obergrenze    | 197.482.200,00   | 193.610.000,00   | 190.000.000,00   | 161.803.517,00   | 160.519.363,00   | 159.245.400,00   | 156.737.599,00   | 154.117.600,00  | 150.800.000,00   | 141.900.000,00   |

| Partei                 | Mittel 2010 in € | Mittel 2009 in € | Mittel 2008 in € | Mittel 2007 in € | Mittel 2006 in € |
| ---------------------- | ---------------- | ---------------- | ---------------- | ---------------- | ---------------- |
| CDU                    | 42.882.008,71    | 41.904.622,21    | 43.593.639,91    | 44.790.190,59    | 44.591.403,49    |
| SPD                    | 38.965.287,35    | 39.638.031,82    | 43.488.488,95    | 43.475.249,30    | 42.903.568,04    |
| FDP                    | 13.400.199,14    | 12.644.362,39    | 10.138.015,16    | 9.989.233,49     | 9.872.067,82     |
| Grüne                  | 11.412.381,30    | 11.095.609,86    | 10.209.852,21    | 10.079.693,14    | 9.910.264,48     |
| Die Linke              | 10.832.836,92    | 10.706.075,48    | 9.465.698,47     | 9.086.679,22     | 8.548.935,61     |
| CSU                    | 9.607.367,14     | 11.708.782,45    | 11.280.535,48    | 10.711.703,75    | 10.781.099,75    |
| REP                    | 1.337.163,79     | 1.190.574,62     | 1.391.017,93     | 1.394.576,23     | 1.283.921,02     |
| NPD                    | 1.176.446,52     | 1.193.653,77     | 1.496.824,39     | 1.448.519,55     | 1.376.678,48     |
| ÖDP                    | 702.476,22       | 704.192,20       | 589.886,38       | 565.493,29       | 621.226,24       |
| Piratenpartei          | 585.162,46       | 31.504,68        | -,--             | -,--             | -,--             |
| FAMILIE                | 175.262,85       | -,--             | 239.874,04       | 198.477,29       | 182.861,67       |
| Bayernpartei           | 112.122,31       | 102.728,78       | 65.481,20        | -,--             | -,--             |
| DVU                    | 108.612,40       | 155.777,84       | 226.819,35       | 225.763,75       | 231.971,94       |
| Tierschutzpartei       | 100.417,12       | 79.964,02        | 66.532,34        | 76.924,27        | 78.924,31        |
| pro NRW                | 88.890,25        | -,--             | -,--             | -,--             | -,--             |
| Freie Wähler           | 79.850,41        | 79.850,41        | -,--             | -,--             | -,--             |
| SSW                    | 73.686,21        | 74.229,61        | 61.047,01        | 59.934,41        | 60.497,94        |
| Freie Wähler Thüringen | 50.666,39        | -,--             | -,--             | -,--             | -,--             |
| Freie Sachsen          | -,--             | -,--             | -,--             | -,--             |                  |
| RENTNER                | -,--             | -,--             | -,--             | -,--             | -,--             |
| Eltern                 | -,--             | -,--             | 76.486,94        | 77.708,67        | 7.249,50         |
| DIE FRAUEN             | -,--             | -,--             | 22.993,90        | 20.827,68        | 28.249,33        |
| 50+                    | -,--             | -,--             | 17.266,96        | 15.645,22        | 5.937,50         |
| GRAUE                  | -,--             | -,--             | 0,00             | 0,00             | 1.344.248,80     |
| Ab jetzt…              | -,--             | -,--             | -,--             | 30.324,25        | 34.172,45        |
| Pro DM                 | -,--             | -,--             | -,--             | 24.005,88        | 33.368,09        |
| WASG                   | -,--             | -,--             | -,--             | 0,00             | 543.584,82       |
| Offensive D            | -,--             | -,--             | -,--             | 0,00             | 74.544,80        |
| Absolute Obergrenze    | 133.000,000      | 133.000,000      | 133.000,000      | 133.000,000      | 133.000,000      |

Zusammen für Brandenburg: Freie Wähler: Die Listenvereinigung ist im Jahr 2009 gegründet worden. Von ihr geltend gemachte Ansprüche auf staatliche Teilfinanzierung nach dem PartG wurden von der mittelverwaltenden Stelle abgelehnt. Diese Rechtsauffassung wurde vom Verwaltungsgericht Berlin bestätigt. Das Urteil war zum Zeitpunkt der Festsetzung jedoch noch nicht rechtskräftig.